# Famille von Renard
La famille von Renard est une famille allemande originaire de Dantzig anoblie par le roi de Pologne.

## Histoire

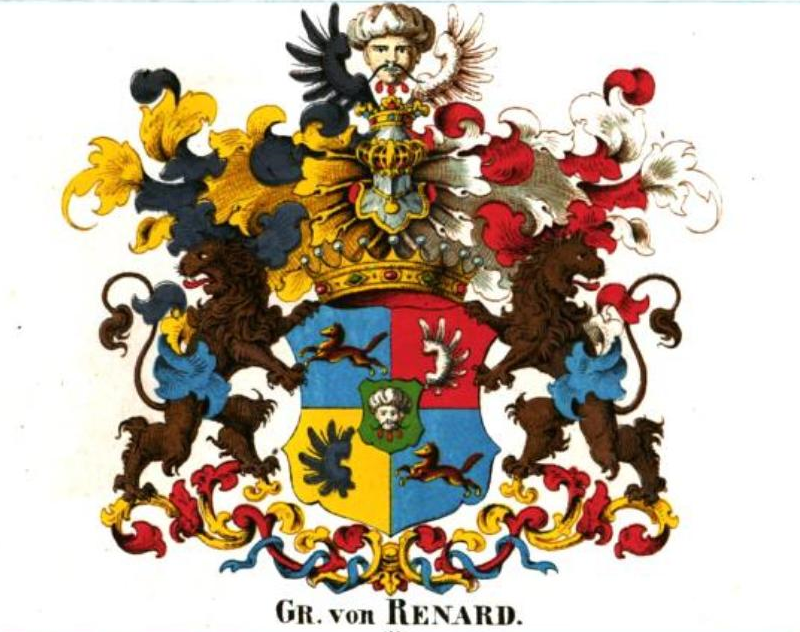
Blason de la famille von Renard.

Son nom de famille est Reinhart à l'origine, mais lorsqu'elle s'installe à Varsovie, la prononciation allemande étant difficile aux oreilles polonaises, son nom s'est transformé en Renard.
Johann Baptist Renard est élevé au rang de baron saxon en 1720, sous le règne d'Auguste le Fort, intégré à l'aristocratie polonaise en 1726. La famille reçoit le titre de comte en 1742, sous le règne d'Auguste III, et acquiert le domaine de Dorfleschen, près d'Olmütz en 1761. Leurs descendants s'installent en Saxe et en Prusse.

## Personnalités
- Andreas von Renard, propriétaire du château d'Oberlichtenau en Saxe
- Andreas Maria von Renard (1795-1874), industriel silésien
- Johannes Maria von Renard (1829-1874), industriel et homme politique prussien, préfet prussien de la Meurthe en 1870-1871.